# سامان (هلیلان)
سامان، روستایی در دهستان داربید بخش جزمان شهرستان هلیلان در استان ایلام ایران است.

## جمعیت
بر پایه سرشماری عمومی نفوس و مسکن در سال ۱۳۹۵، جمعیت این روستا برابر با ۶۷۵ نفر (۱۸۲ خانوار) بوده‌است.